# داکروسیت

داکروسیت‌ها (سلول‌های قطره اشکی)

داکروسیت (یا داکریوسیت) نوعی پویکیلوسیتوز به شکل قطره اشک (سلول قطره اشک) است. افزایش قابل توجه داکروسیت‌ها به عنوان داکروسیتوز شناخته می‌شود.
این سلول‌های قطره‌ای اشک عمدتاً در بیماری‌های فیبروز مغز استخوان مانند: میلوفیبروز اولیه، سندرم میلودیسپلاستیک در اواخر دوره بیماری، نوع نادر لوسمی‌های حاد و میلوفتیز ناشی از سرطان‌های متاستاتیک یافت می‌شوند. علل نادر میلوفیبروز همراه با پس از تابش، سموم، بیماری‌های خودایمنی، شرایط متابولیک، کم‌خونی همولیتیک ذاتی، کم خونی فقر آهن یا بتا تالاسمی است.

## اثرشناسی

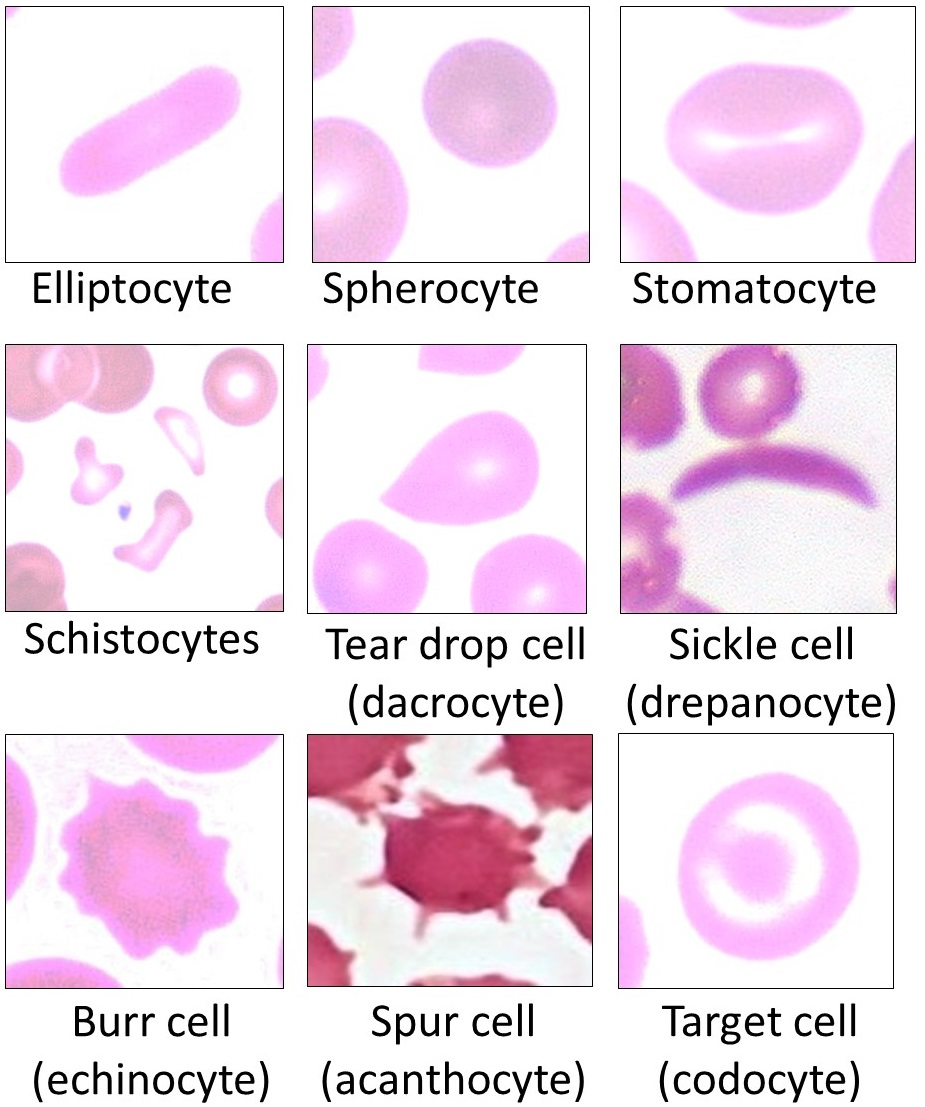
داکروسیت‌ها در مقایسه با سایر اشکال پویکیلوسیتوز.

یک نظریه در مورد تشکیل داکروسیت این است که گلبول‌های قرمز حاوی اجسام انکلوزیونی مختلف، برای از بین بردن این ادخال‌ها توسط طحال تحت «حفره‌برداری» قرار می‌گیرند تا به شکل اولیه خود بازگردند. همچنین تصور می‌شود که این اتفاق می‌تواند به‌طور مشابه زمانی رخ دهد که گلبول‌های قرمز خون با اجسام انکلوزیونی بزرگ از عبور از میکروسیرکولاسیون مسدود می‌شوند، و بنابراین قسمت حاوی اجسام انکلوزیونی فشرده می‌شود و انتهای دمی باقی می‌ماند. از آنجایی که داکروسیت‌ها با میلوفیبروز مرتبط هستند، به نظر می‌رسد که به دلیل فشرده شدن مکانیکی از مغز استخوان در نتیجه فرایند انفیلتراسیون، تشکیل می‌شوند.